# Ökumenische Versammlung für Gerechtigkeit, Frieden und Bewahrung der Schöpfung in der DDR

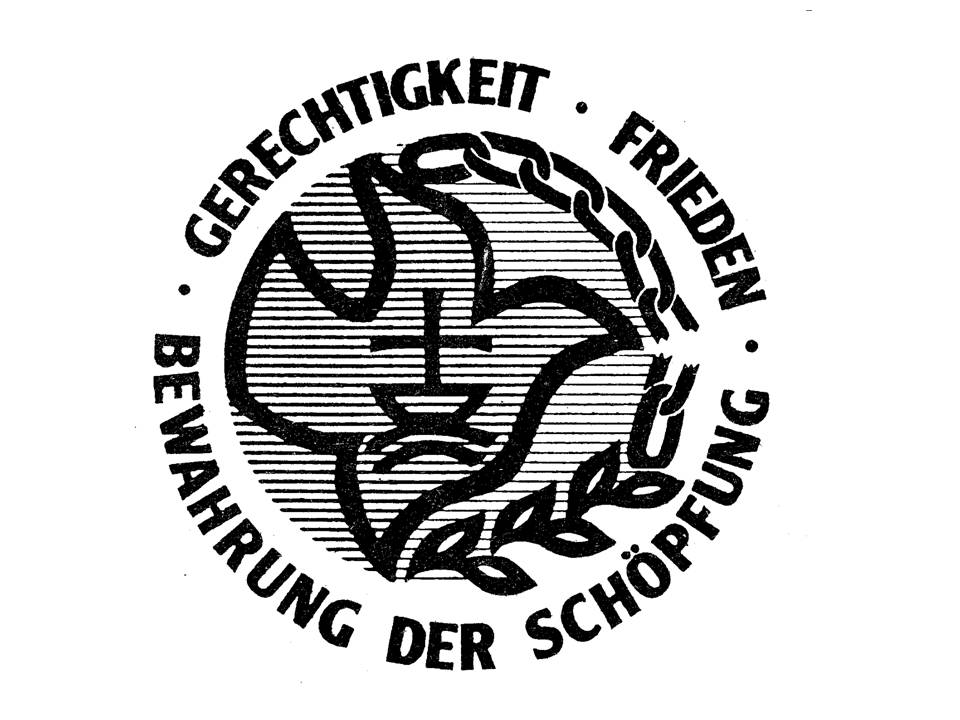
Logo der ÖV

Die Ökumenische Versammlung für Gerechtigkeit, Frieden und Bewahrung der Schöpfung in der DDR war eine der ersten regionalen Versammlungen in Europa im Rahmen des Konziliaren Prozesses, eines gemeinsamen „Lernwegs“ christlicher Kirchen zu Gerechtigkeit, Frieden und Bewahrung der Schöpfung. Sie fand in drei Vollversammlungen im Zeitraum von Februar 1988 bis April 1989 statt. Weltweit gab es eine Reihe von Ökumenischen Versammlungen für Gerechtigkeit, Frieden und Bewahrung der Schöpfung.

## Versammlung
Die Ökumenische Versammlung (ÖV) trat mit 146 Delegierten aus 19 Kirchen und kirchlichen Gemeinschaften vom 12. bis 15. Februar 1988 in Dresden zur 1. Vollversammlung zusammen. Hinzu kamen 27 Berater. Es folgten die 2. Vollversammlung vom 8. bis 11. Oktober 1988 in Magdeburg und die 3. Vollversammlung vom 26. bis 30. April 1989 wiederum in Dresden. Die 3. Vollversammlung nahm 12 Ergebnistexte und weitere Dokumente an:
1. Umkehr zu Gerechtigkeit, Frieden und Bewahrung der Schöpfung / Theologische Grundlegung
2. Solidarität
  1. Leben in Solidarität – eine Antwort auf weltweite Strukturen der Ungerechtigkeit
  2. Leben in Solidarität mit Ausländern
3. Mehr Gerechtigkeit in der DDR – unsere Aufgabe, unsere Erwartung
4. Der Übergang von einem System der Abschreckung zu einem System der politischen Friedenssicherung
5. Orientierung und Hilfen zur Entscheidung in Fragen des Wehrdienstes und der vormilitärischen Ausbildung
6. Aspekte der Friedenserziehung
7. Kirche des Friedens werden
8. Auf der Suche nach einer neuen Lebensweise in der bedrohten Schöpfung
9. Den Menschen dienen – das Leben bewahren
10. Ökologie und Ökonomie
11. Energie für die Zukunft
12. Der Wert von Information für Umweltbewusstsein und -engagement

Unter den weiteren Dokumenten befindet sich auch ein „Brief an die Kinder“, in dem einleitend das Anliegen der ÖV erklärt wird: „Die Erde, auf der wir leben, ist sehr bedroht. Schuld daran sind wir, die Erwachsenen. Aber einige haben es doch noch gemerkt. Deswegen haben sich zum dritten Mal viele Menschen getroffen, um darüber nachzudenken, was zur Rettung der Erde geschehen muss …“

## Schritte
1983: Heino Falcke, der spätere stellvertretende Vorsitzende des Präsidiums der ÖV, und die anderen Vertreter aus den DDR-Kirchen brachten auf der VI. Vollversammlung des ÖRK (Ökumenischer Rat der Kirchen) in Vancouver den Antrag für die Vorbereitung eines Friedenskonzils ein – anknüpfend an Dietrich Bonhoeffer. Später werden eine Europäische Ökumenische Versammlung und eine Weltversammlung vorbereitet.
1986: Der Stadtökumenekreis Dresden bittet am 13. Februar, dem Gedenktag der Zerstörung Dresdens, die Kirchen auf dem Gebiet der DDR, noch vor den Ökumenischen Versammlungen auf europäischer und Welt-Ebene eine Ökumenische Versammlung für Gerechtigkeit, Frieden und Bewahrung der Schöpfung (ÖV) in der DDR einzuberufen.
1987: Die Arbeitsgemeinschaft Christlicher Kirchen in der DDR (ACK) beginnt mit der Vorbereitung der ÖV und wendet sich mit dem Aufruf „Eine Hoffnung lernt gehen“ an die Gemeinden, sich mit Vorschlägen an der Vorbereitung der ÖV zu beteiligen.
1988: Über 10 000 Vorschläge gehen aus den Gemeinden ein. Sie werden inhaltlich geordnet und von der 1. Vollversammlung aufgearbeitet. Zur Wahrnehmung der aktuellen Herausforderung hören die Delegierten der 1. Vollversammlung beispielhaft 9 „Zeugnisse der Betroffenheit“ (aktuelle Kurzberichte zu: Ungerechtigkeit sowohl global am Beispiel Nikaragua und Mocambique als auch vor Ort in der DDR, Rüstungs-, Wehrdienst- und Wehrerziehungsproblematik, Schutz des Ungeborenen, Uranbergbau in der DDR, Waldsterben im Erzgebirge). In den 7 Monaten zwischen der 1. und 2. Vollversammlung arbeiten 13 inhaltlich fokussierte Gruppen an Textentwürfen, die von der 2. Vollversammlung überarbeitet werden. Die Textentwürfe der 2. Vollversammlung wurden im Herbst 1988 in 10.000 Exemplaren versandt und in den Kirchgemeinden diskutiert. In Anhörungen diskutierten die Arbeitsgruppen die Textentwürfe mit Fachleuten aus dem säkularen Bereich. Bis Februar 1989 gingen etwa 1400, teilweise sehr ausführliche Stellungnahmen aus den Gemeinden im Dresdner Sekretariat ein.
1989: Während der 3. Vollversammlung wurden 802 Abänderungsanträge der Delegierten und Berater behandelt. Besonders heftig wurde um das Thema „Mehr Gerechtigkeit in der DDR – unsere Aufgabe, unsere Erwartung“ (Text 3) gerungen. Am 30. April 1989 nahm die 3. Vollversammlung die in 13 Arbeitsgruppen vorbereiteten 12 Texte mit der erforderlichen Zwei-Drittel-Mehrheit an. Lieder („Komm Herr, segne uns, dass wir uns nicht trennen …“), Fürbitten, Tag- und Nachtgebete, Gottesdienste begleiteten alle drei Vollversammlungen.

## Wirkung
„Eine der Kräfte, die die Wende in Politik und Gesellschaft im Herbst 1989 mit herbeigeführt haben, war die Ökumenische Versammlung in Dresden und Magdeburg. Ihre Themen waren Programm: Gerechtigkeit, Frieden und Bewahrung der Schöpfung.“  Bereits am 2. Februar 1988 befürchtete das Zentralkomitee (ZK) der SED, dass da „eine politisch feindliche Plattform zurechtgezimmert werden könnte“ und das Ministerium für Staatssicherheit (MfS) nannte die ersten Textentwürfe „den aktuellsten komplexen Forderungskatalog hinsichtlich gesellschaftspolitischer Veränderungen in der DDR.“ Dementsprechend wurde die öffentliche Berichterstattung staatlicherseits behindert. Selbst die Fürbitte, „dass durch die Beratungen der Prozess der Umkehr und Erneuerung in unserer Gesellschaft gefördert wird“, sollte laut staatlicher Zensur in den kirchlichen Wochenzeitungen gestrichen werden. Die Redaktionen der Zeitungen weigerten sich, stattdessen ein staatlich zensiertes Gebet zu drucken.
Leitungsgremien verschiedener Kirchen und kirchlichen Gemeinschaften machten sich die Ergebnisse der ÖV zu eigen. Entscheidend für die Nachwirkung der ÖV waren aber die Delegierten, Berater und Freunde der ÖV, die als Multiplikatoren nicht nur in den Kirchgemeinden, sondern auch im säkular politischen Bereich wirkten. Beispielhaft seien einige prominente Persönlichkeiten genannt, die in der ÖV mitgearbeitet hatten und die friedliche Revolution 1989 und die Nachwendezeit maßgeblich und in vielfältiger Weise mitgestalteten: Christof Ziemer und Heino Falcke (Vorsitzender bzw. stellvertretender Vorsitzender des Präsidiums der ÖV), Michael Beleites, Erika Drees, Karl-Heinz Ducke, Hans-Jürgen Fischbeck, Thomas Küttler, Markus Meckel, Rudi-Karl Pahnke, Sebastian Pflugbeil, Walter Romberg, Friedrich Schorlemmer, Richard Schröder. Viele von ihnen haben im September und Oktober 1989 politische Aktionsbündnisse und Parteien gegründet bzw. diese inhaltlich geprägt: Neues Forum, Demokratischer Aufbruch, Demokratie Jetzt, Sozialdemokratische Partei in der DDR (SDP). Viele übernahmen politische Ämter oder Abgeordnetenmandate, einige in der letzten DDR-Regierung und viele später auf kommunaler, Landes- oder Bundesebene oder im Europaparlament. Wichtig wurde das Engagement an Runden Tischen, in sozial-, entwicklungs- und umweltpolitischen Netzwerken und Verbänden.
Die Themen des konziliaren Prozesses fanden Eingang in staats- und kirchenpolitische Dokumente. Beispielsweise hat die Ost-CDU in ihren Positionen der CDU zu Gegenwart und Zukunft in der Präambel formuliert: Gerechtigkeit, Frieden und Bewahrung der Schöpfung sind ihre politischen Ziele. In der Präambel der Verfassung des Freistaates Sachsen (vom 27. Mai 1992) heißt es: „… von dem Willen geleitet, der Gerechtigkeit, dem Frieden und der Bewahrung der Schöpfung zu dienen, hat sich das Volk im Freistaat Sachsen dank der friedlichen Revolution des Oktober 1989 diese Verfassung gegeben.“ In Artikel 2 (Abs. 6) der Verfassung der Evangelischen Kirche in Mitteldeutschland (vom 5. Juli 2008, Artikel 2 Abs. 6) wurde erklärt: „Sie [die Evangelische Kirche in Mitteldeutschland] setzt sich im Vertrauen auf Gottes Verheißung ein für die Bewahrung der Schöpfung und die Gestaltung des Lebens in der einen Welt in Gerechtigkeit und Frieden.“

## Weiterarbeit
Die Ergebnisse der ÖV in der DDR fanden ihre Weiterführung bei den Europäischen Ökumenischen Versammlungen 1989 in Basel, 1997 in Graz und 2007 in Sibiu sowie der Ökumenischen Weltversammlung zu Gerechtigkeit, Frieden und Bewahrung der Schöpfung 1990 in Seoul.
In Dresden gründeten Kirchen und kirchliche Gemeinschaften 1990 zur Weiterführung des konziliaren Prozesses das „Ökumenische Informationszentrum für Gerechtigkeit, Frieden, Bewahrung der Schöpfung und In- und Ausländer-Innenarbeit e.V.“, kurz „Ökumenisches Informationszentrum e.V.“. Seit den 90er Jahren gab es weitere Versammlungen, so 1996 in Erfurt und 2014 in Mainz. Dabei wurden die Themen Gerechtigkeit, Frieden und Bewahrung der Schöpfung unter neuen politischen Bedingungen neu durchdacht. Es wurde deutlich, dass die Weiterführung im säkularen Bereich vor allem mit den weltweiten Bemühungen um Nachhaltigkeit global und lokal (Lokale Agenda 21, Agenda 2030) geschieht, in denen die Handlungsziele Ökologie, Ökonomie und Soziales miteinander verknüpft werden.
2019 erinnerten 27 Theologen und Bürgerrechtler aus Ost- und Westdeutschland daran, dass auch 30 Jahre nach den Ökumenischen Versammlungen die Zukunftsversprechen noch einzulösen sind. Sie unterstützten in diesem Sinne den Aufruf „Rettet das Friedensprojekt Europa“ von 74 Organisationen und Institutionen aus 9 europäischen Ländern vom 4. Februar 2019 an die Abgeordneten des Europäischen Parlaments.